# Sitios de Astorga
Se denomina sitios de Astorga a los dos asedios sufridos por la ciudad española de Astorga (León) durante la Guerra de la Independencia, que enfrentaron a los ejércitos de ocupación del Primer Imperio francés de Napoleón Bonaparte y a las fuerzas españolas leales a la dinastía Borbón. El primero de los sitios tuvo lugar entre el 21 de marzo y el 22 de abril de 1810 y como resultado del mismo se produjo la conquista francesa de la ciudad, que la retuvo en sus manos durante más de dos años. El segundo sitio se produjo entre el 15 de junio y el 19 de agosto de 1812 y tuvo como resultado la recuperación de la ciudad por parte española.
La conquista de Astorga de 1810 resultó ser una victoria costosa; la población local ofreció una dura resistencia y logró inmovilizar un cuerpo de ejército. El triunfo se añadió a los éxitos del Imperio —apareciendo su nombre en el Arco de Triunfo de París junto con otras batallas de las guerras Napoleónicas— y a nivel práctico, su caída dejó libre al 8.º cuerpo del ejército francés, que luchó como parte del ejército de Portugal. Para los ingleses, los hechos de Astorga retuvieron varios meses al cuerpo de ejército de Junot y la tercera invasión de Portugal, que pudo haber comenzado en la primavera de 1810, se demoró hasta otoño. Wellington pudo preparar la defensa en Torres Vedras y la invasión francesa resultó un fracaso. Durante el periodo de ocupación francesa, Astorga se convirtió en la base de operaciones de las tropas que operaban contra Asturias y Galicia.

## Introducción

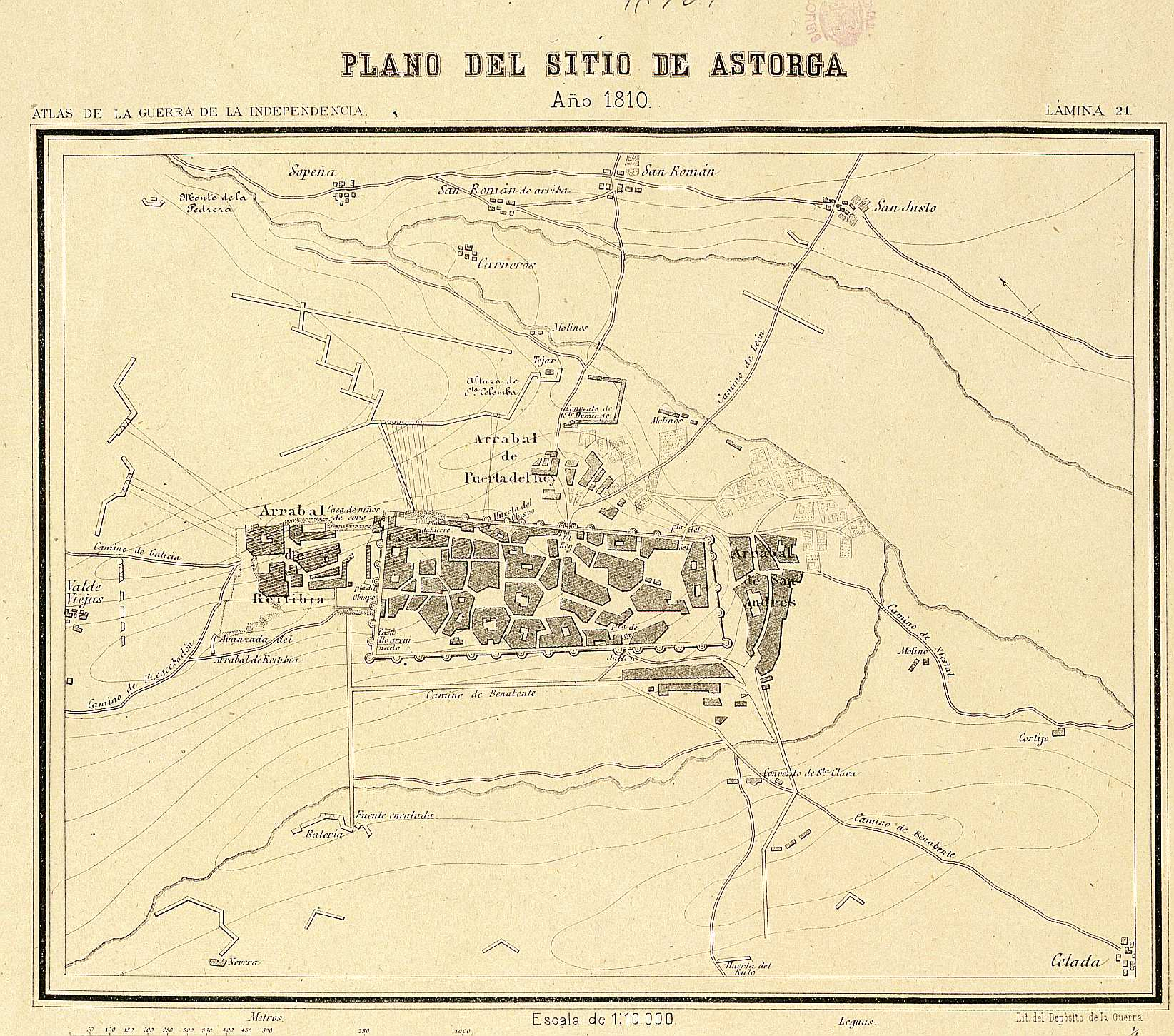
Plano de Astorga y alrededores durante el sitio de 1810

Tras la paz de Tilsit (7 de julio de 1807), Napoleón Bonaparte se propuso la conquista de España y Portugal, con Inglaterra como único enemigo. España, como aliado francés, auxiliaría a las tropas napoleónicas y facilitaría su paso por el país. Entre finales de 1807 y principios de 1808 penetraron en España cuerpos de ejército franceses que fueron ocupando progresivamente ciudades y fortalezas. El descontento popular por estos hechos y por los acontecimientos políticos relacionados con la Familia Real fueron creciendo hasta que el 2 de mayo se produjo el alzamiento en Madrid. El relato de lo ocurrido llegó a todos los rincones de España y a finales de mayo comenzaron a formarse las primeras juntas; Astorga dependía militarmente del Capitán General Gregorio García de la Cuesta, quien el 4 de junio instó a las autoridades locales a que formasen una Junta de Armamento e iniciasen el reclutamiento. El Tercio resultante solicitó al Ayuntamiento el pendón de Clavijo como enseña. Mientras tanto, Cuesta presentó batalla a los franceses en Cabezón y fue derrotado, por lo que se retiró a Benavente a la espera de los contingentes de León y Galicia. Días antes, el 6 de junio, Napoleón nombraba a José I Bonaparte rey de España.
El ejército de Galicia, al mando de Blake, llegó a Astorga el 29 de junio y el 14 de julio se unió al de Castilla en Medina de Rioseco. Allí presentaron batalla y fueron nuevamente derrotados; Cuesta se retiró a Salamanca y Blake se instaló en el puerto del Manzanal, protegiendo los pasos de las montañas. En los últimos días de julio el vencedor de la batalla, el mariscal Bessières, aseguró el dominio del occidente meseteño: ocupó Benavente, La Bañeza, Zamora y la ribera del río Órbigo. Desde el día 28 sus tropas hicieron presencia en Astorga de manera intermitente pero sin intención de ocupar la plaza, puesto que el desastre de Bailén obligó a replegar a las fuerzas francesas. Esto favoreció el avance de Blake, que ocupó de nuevo el Órbigo y León para posteriormente avanzar hacia Irún y cortar el acceso a los franceses. Sin embargo se vio obligado a retroceder y el 11 de noviembre fue derrotado en Espinosa de los Monteros. De regreso en León transfirió el mando de su ejército —ahora renombrado como Ejército de la Izquierda— al general de La Romana.
Mientras tanto, en Portugal y La Coruña habían desembarcado tropas inglesas que, bajo el mando de Moore y Baird respectivamente, avanzaron hacia la meseta. Despejaron de franceses la zona de Sahagún y junto con La Romana proyectaron atacar a Soult, pero las noticias de la llegada de Napoleón —que había entrado en España con 130 000 hombres y había ocupado Madrid— les hizo desistir del plan de ataque. En su retirada el 27 de diciembre volaron el puente sobre el río Esla a la altura de Castrogonzalo con la intención de frenar el avance francés. Desistieron de plantar batalla a Napoleón en Astorga y continuaron su marcha hacia La Coruña, saqueando, cometiendo todo tipo de abusos y obstaculizando el paso a las tropas españolas, por lo que La Romana denunció su conducta ante la Junta Central y se refugió en Orense.
El 31 de diciembre de 1808 Napoleón llegó a Astorga, alojándose en el palacio episcopal, donde según una tradición local se produjo un atentado frustrado contra el Emperador. La ciudad estaba casi desierta ya que sus vecinos habían huido a las montañas. Durante los dos primeros días de 1809 continuó la llegada de tropas francesas a Astorga y comarca, alojando en total a unos 80 000 hombres. Napoleón, antes de emprender su regreso a París, encomendó a Soult perseguir a los ingleses y a Ney el dominio de la región y los pasos de Galicia. La ciudad fue saqueada a fondo por sus tropas durante la primera quincena de enero. El día 11 de dicho mes los ingleses llegaron a La Coruña y la noche del día 16, tras defenderse durante toda la jornada de los franceses, embarcaron. Soult se dirigió hacia el sur, entrando en Portugal el 9 de marzo, y Ney se encargó de culminar la ocupación de Galicia.
Ante la necesidad de reponer su ejército, a principios de marzo La Romana salió de Puebla de Trives en dirección a Asturias, recuperando a su paso Villafranca del Bierzo, que estaba custodiada por un batallón de Ney. Las unidades que permanecieron en Orense (división del Miño) animaron al alzamiento popular, que se extendió por toda Galicia e hizo perder terreno a los franceses. Mientras tanto, Astorga había quedado protegida por una guarnición de unos mil hombres, al mando de Chandron-Rousseau. Ney recibió nuevas órdenes de Napoleón, y junto con Bonet y Kellerman atacó Asturias por tres flancos; el día 19 de mayo llegaba a Oviedo y tres días después regresaba a Galicia, dejando a Kellerman al mando. Por su parte, La Romana evitó a los franceses y volvió a instalarse en Orense. Asimismo, tras el desembarco de Wellington en Oporto, Soult se había visto obligado a huir a Galicia, donde se reunió con Ney y juntos trataron de restablecer el control de la región. Ney fue rechazado el 7 de junio por la división del Miño y, al enterarse de la huida de Soult a la meseta, regresó a Astorga. Al mismo tiempo Kellerman evacuó Asturias y se instaló en León.

## Primeros intentos de ocupación
Como parte del segundo repliegue de las tropas francesas, el cuerpo de ejército de Ney llegó a finales de julio a Astorga, cuya población sufrió saqueos, violaciones y asesinatos. Igualmente fue destruido el archivo y la biblioteca de la diócesis, de cuyos 1600 pergaminos solo se salvaron 20. Tras el paso de las tropas francesas, la ciudad llevó a cabo tareas de limpieza y reconstrucción y alojó a distintas tropas españolas, que a finales de agosto se dirigieron hacia el sur.
En septiembre hubo varios intentos fracasados de ocupación por parte francesa, al mando de Kellerman, y el general García de Velasco —acantonado en el Bierzo—, en previsión de que volvieran a repetirse, ordenó reunir víveres y acantonar tropas. Entre estas, un batallón del regimiento de Voluntarios de León, otro del regimiento de Cazadores de León, dos compañías de Tiradores del Bierzo y el regimiento Provincial de Santiago, además de varios jinetes y un grupo de artilleros.

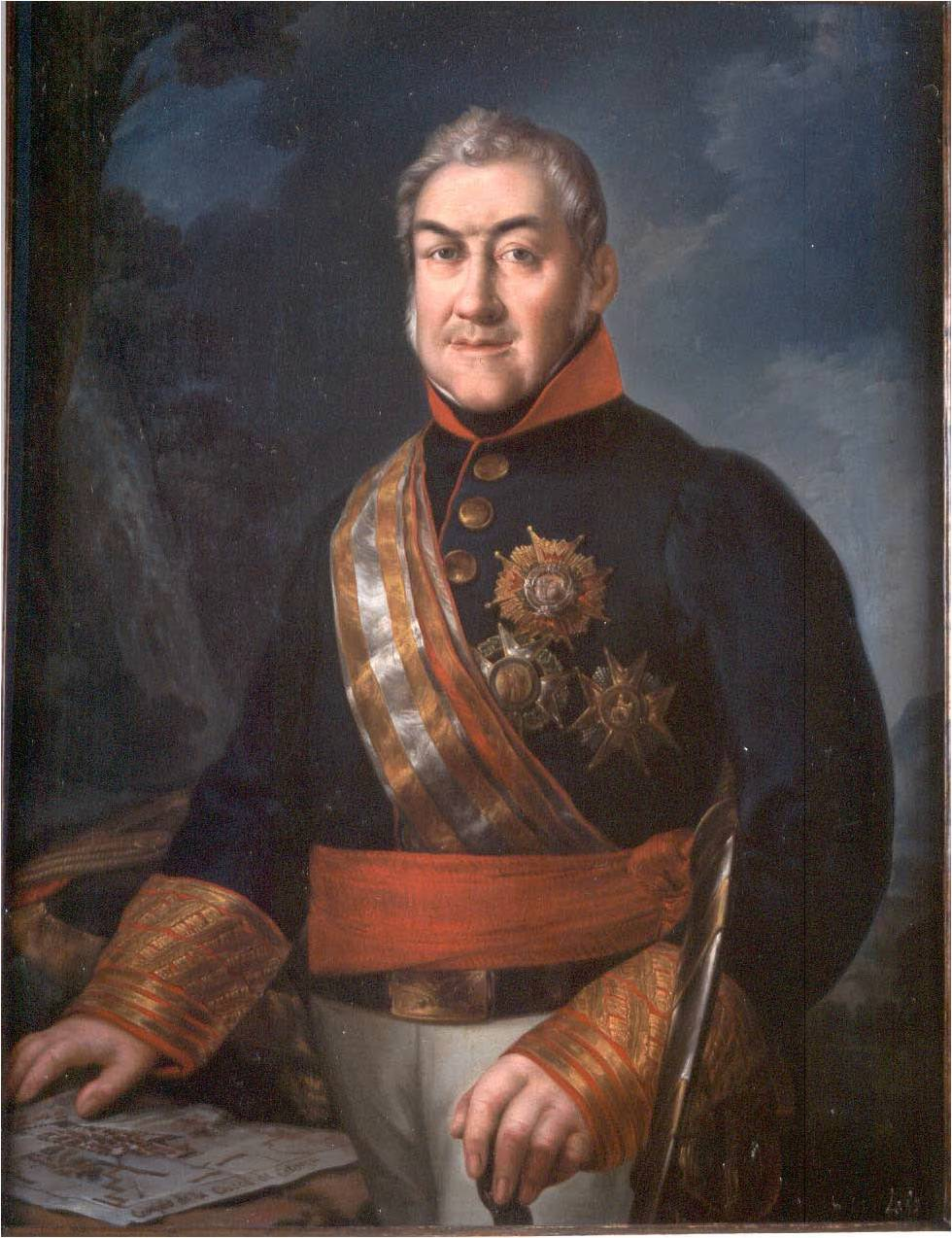
Tras los primeros intentos de ocupación francesa, José María Santocildes fue nombrado jefe de la guarnición y gobernador militar de Astorga

El general designó jefe de estas fuerzas a José María de Santocildes, que estaba al mando del regimiento de Santiago y al que también nombró gobernador militar de Astorga. Santocildes dedicó desde entonces toda su energía a preparar la ciudad para la defensa, tal y como se le había ordenado; organizó a la población entre aquellos que pudieran prestar servicio militar y aquellos que harían trabajos de fortificación, hospital y servicios. Asimismo ordenó levantar un baluarte delante de cada una de las puertas de la ciudad y emplazar cañones en los dos portillos. En octubre los franceses volvieron a las riberas del Esla y del Órbigo y el día 9, el general Carrier, con 2200 infantes y 800 jinetes, intentó apoderarse de la ciudad. Sin embargo, las distintas tácticas que desplegó resultaron un fracaso y tuvo que ordenar la retirada de sus tropas, habiendo sufrido 400 bajas entre muertos y heridos, frente a las nueve de los defensores.
Tras un invierno entre 1809 y 1810 especialmente duro en el noroeste de la Península, los astorganos continuaron acumulando víveres y rehabilitando infraestructuras. Mientras tanto, una vez derrotada Austria, Napoleón se centró de nuevo en la Península para llevar a cabo su tercer intento de invasión de Portugal y sumó nuevos contingentes de tropas a tal efecto; para ello veía necesario despejar cualquier amenaza procedente desde Asturias o Galicia por lo que, desde el primer momento, ocupar Astorga y que su entorno dejara de ser refugio para las guerrillas se convirtió en un objetivo de primer orden. García de Velasco aumentó la guarnición astorgana hasta los cerca de 3000 hombres y ordenó a Santocildes defender la ciudad hasta el último extremo.
En enero el general Loison entró en España y el día 11 de febrero desplegó frente a Astorga cerca de 10 000 hombres; trató igualmente de intimidar a la guarnición por escrito pero no surtió efecto y tuvo que retirarse. En La Bañeza se encontró con las tropas de Clauzel, enviadas por Junot —quien recibió el encargo de Napoleón de ocupar el reino de León— para sustituirle. Mientras esperaban la llegada de artillería pesada necesaria para el sitio —procedente de Burgos y Valladolid—, Clauzel recorrió los pueblos cercanos a Astorga y el 26 de febrero se presentó frente a la ciudad con un mensaje de Junot, pero fue también rechazado. En los primeros días de marzo se tuvieron noticias de una importante concentración de tropas francesas en La Bañeza y Benavente y el día 12 llegaron a Astorga los primeros contingentes, a los que se enfrentaron las guerrillas. Por aquel entonces Santocildes era consciente de que, en caso de ser atacado, no podría recibir ayuda desde Galicia o Asturias, por lo que tendrían que defenderse con sus propios medios. Al mismo tiempo se produjo un cambio en el mando español y así Mahy se hizo cargo de la 4.ª división, en lugar de García de Velasco, y trasladó su cuartel general de Lugo a Villafranca del Bierzo.

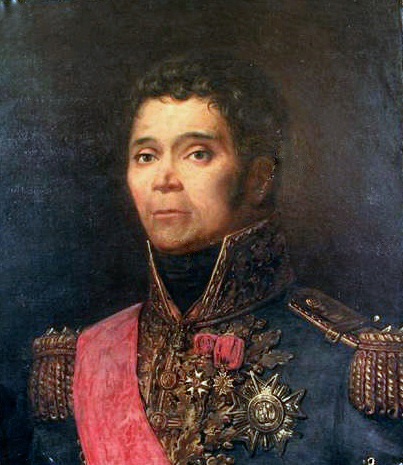
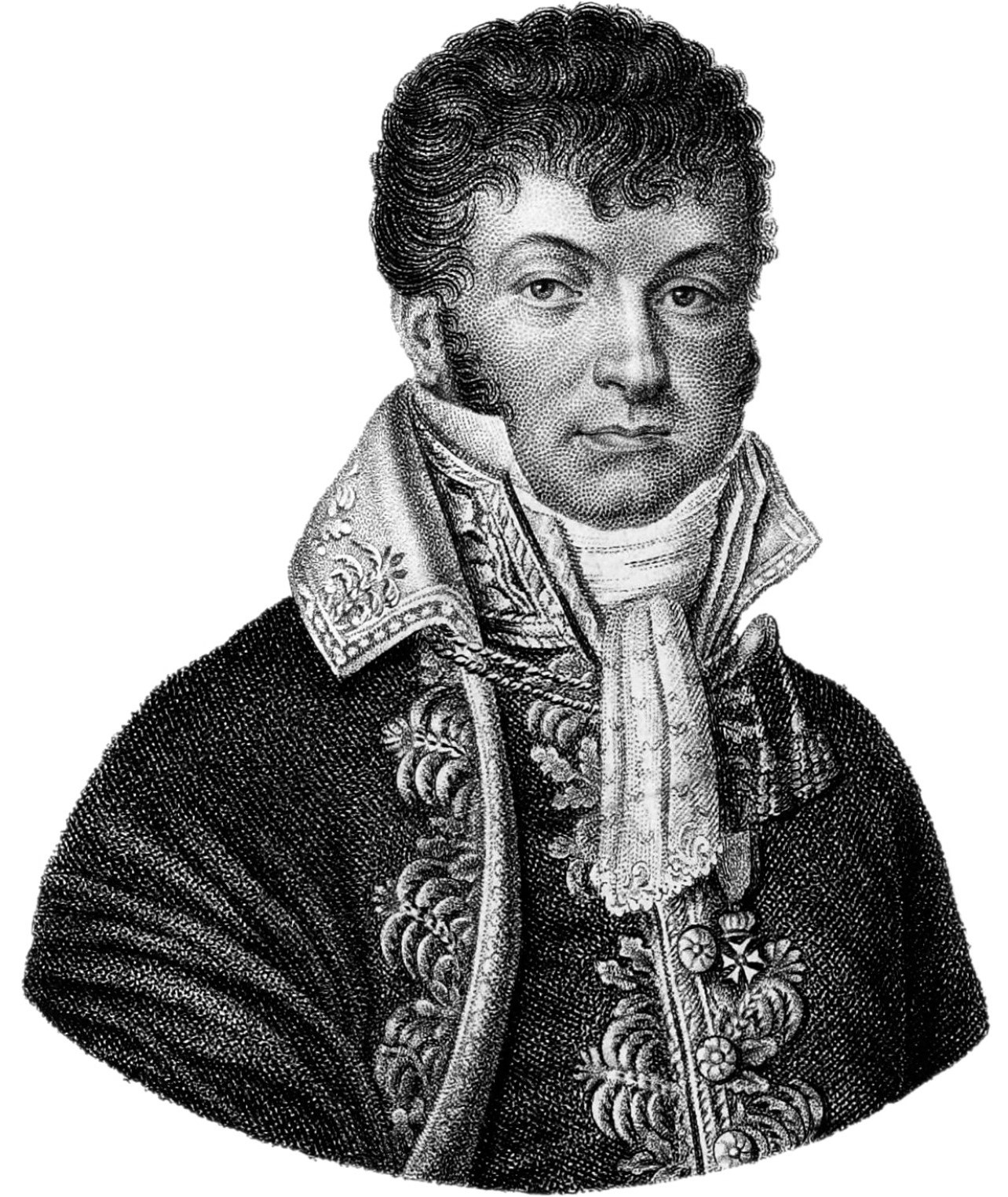
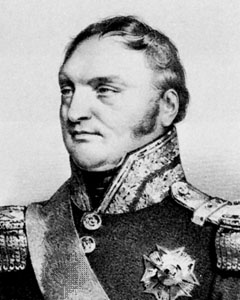

Antes del sitio de 1810, Kellerman, Loison y Clauzel intentaron, sin éxito, ocupar Astorga

## Sitio de 1810

### Asedio
El 21 de marzo se apostaban en los alrededores de Astorga las primeras columnas francesas, bajo el mando de Clauzel, y dos días después la ciudad estaba completamente rodeada y los accesos desde Galicia, Puebla de Sanabria, Benavente y León vigilados. Tras un primer análisis de la fortificación, los franceses observaron que el mejor sitio para atacar era el ángulo de la Puerta de Hierro, junto a la Catedral, y pidieron la aprobación a Junot para llevar a cabo el asedio. Desde el día 23 comenzaron a excavar atrincheramientos y durante los días siguientes se produjeron continuas salidas desde la ciudad para estorbar tales trabajos, siendo la del día 26 la primera en la que hubo heridos. Aprobado el plan de asedio, mientras llegaban las 18 piezas de artillería Junot ordenó a Clauzel que se limitara a cercar la ciudad:

Preparadlo todo de tal manera que cuando llegue la artillería todo esté preparado para recibirla y se pueda acometer la ciudad [...] Trabajad con precaución y que no muera un soldado inútilmente.

Desde la noche del día 29 los franceses solo trabajaron de noche, con obras, por ejemplo, frente al convento de Santa Clara, en la meseta de Rectivía, para apoyar un falso ataque por ese ángulo, y en la meseta de la Tejera. Al día siguiente, y ante los progresos de los sitiadores, 300 hombres de la guarnición, bajo el mando de Félix Acevedo, hicieron una salida y destrozaron los trabajos realizados en la Tejera, causando 200 bajas a los franceses. Estos, esa misma noche, reconstruyeron lo destruido y empezaron nuevos trabajos cerca de los conventos de Santa Clara y Santo Domingo. La noche del 1 de abril hicieron una primera incursión a Santa Clara y ocuparon Fuente Encalada, lo que obligó a los sitiados a abastecerse por medio de los pozos del interior amurallado. La mañana del día siguiente los franceses se apoderaron de Santo Domingo, obligando a su guardia a retirarse, y por la tarde los españoles evacuaron Santa Clara después de incendiarlo.
A través de tres soldados enviados días atrás, la guarnición supo que las fuerzas de los franceses eran unos 16 000 hombres y que el general Mahy ya se encontraba en Villafranca del Bierzo, con unos 3000-4000 hombres. La noche del día 3 los franceses comenzaron a excavar un camino cubierto entre Puerta de Rey y la muralla y durante el día, desde las casas del arrabal, hostigaban a los defensores. Estos se encontraban ya únicamente en el recinto amurallado y en Rectivía. La noche del día 5 fue ocupado Santa Clara, tras extinguirse su incendio, y posteriormente fortificado; los trabajos en ese punto y en otros como Santo Domingo y Puerta de Rey continuaron durante las siguientes horas. Entre los días 6 y 7 ocuparon el arrabal de San Andrés, cerca ya de la muralla, hecho que fue contestado por la guarnición con una salida e incendiando el arrabal, acción en la que sufrieron tres muertos y seis heridos.
Mientras los franceses continuaron diversos trabajos en Santa Clara, San Andrés y la Tejera, el general Mahy, a través de un mensaje, ofrecía su ayuda a Santocildes en el caso de que abandonase la ciudad:

Resiste a esas fuerzas. Me consta lo que Vd sufre. Los aliados portugueses han aflojado pues dicen que son pocos;y así amigo avíseme si aún puede sufrir muchos días para mi consuelo y ver si algo consigo de los aliados vecinos a quien no ceso de importunar. En fn Vd hará siempre lo que le parezca mejor. Sus fuerzas respetables las tienen hacia Cambarros, Cogorderos y parte de Fuencebadón, y así esto le servirá de gobierno por si tiene en la idea el escapar de noche y avisándome el día fijo con anticipación y yo llamaré a otro lado la atención con lo poco o mucho que tengo.

Las lluvias de esos días retrasaron alguno de los trabajos de los sitiadores, inundando la pradera de Santa Clara y la trinchera entre esta y San Andrés. El día 9 se produjo una nueva salida de la guarnición, en esta ocasión para entorpecer los trabajos de los franceses en Rectivía. Mientras tanto, Junot tuvo noticia de que Mahy estaba reuniendo en Villafranca del Bierzo un ejército de 10 000-12 000 hombres por lo que ordenó llevar a Astorga la mayor parte del 8.º cuerpo de ejército y acelerar la llegada de la artillería.

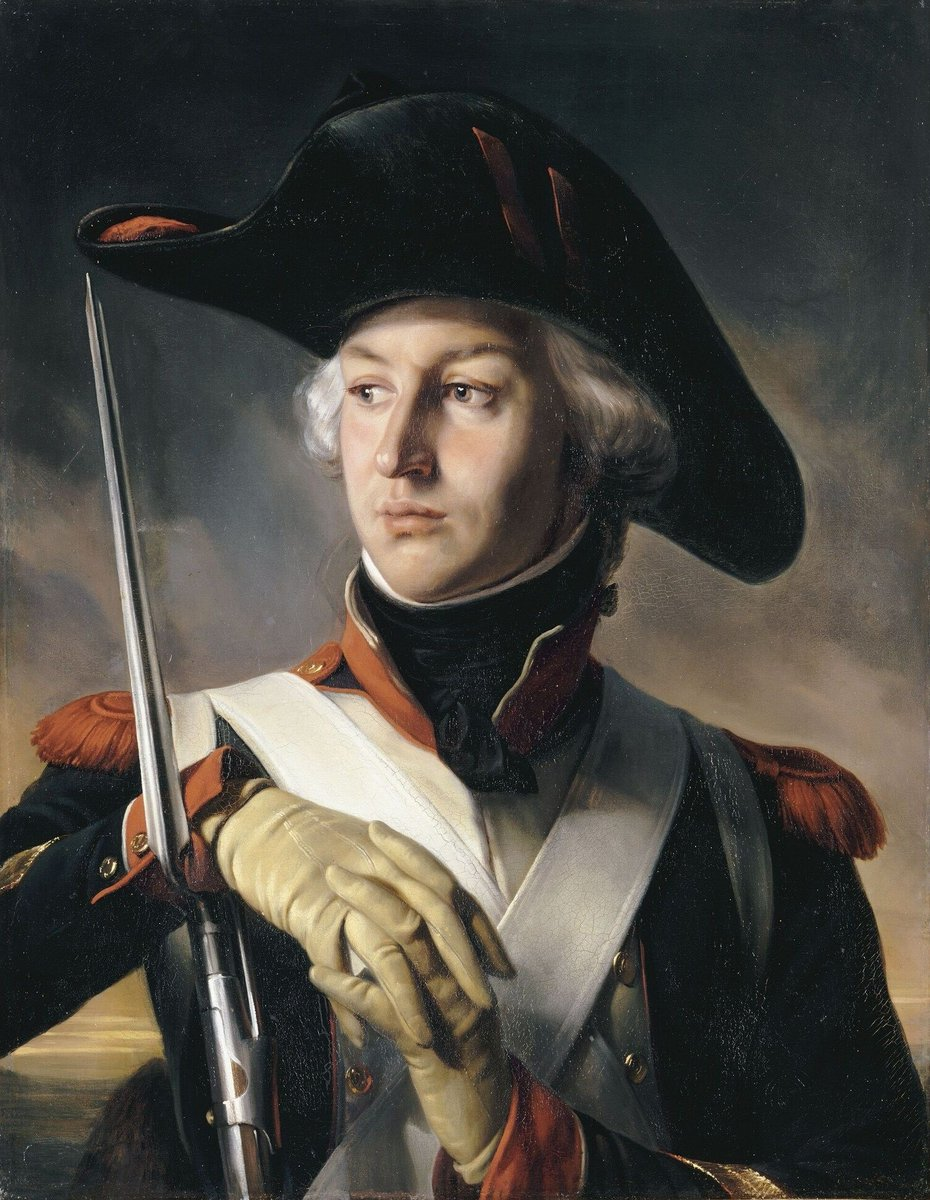
Desde el 17 de abril, el general Junot dirigió en persona las operaciones de asedio

Durante los días y noches siguientes, los franceses continuaron con sus trabajos de preparación y reconstrucción tras las lluvias, pero especialmente en una trinchera en zigzag orientada hacia Puerta de Hierro, lo que hacía ya suponer a la guarnición por dónde pretendían abrir brecha en la muralla. Los franceses tuvieron noticia de que el día 14 llegaría el primer convoy con munición y pólvora y en los días siguientes las piezas de artillería. Junot ordenó desplegar el 8.º cuerpo de ejército en el Manzanal, Foncebadón, Penilla y junto al río Esla entre Benavente y Zamora, protegiendo así el asedio frente a cualquier intento de ayuda.
La noche del día 13 entró en la ciudad un labrador con un mensaje que indicaba que pronto llegaría la ayuda de Mahy y durante los días siguientes las lluvias inundaron y entorpecieron nuevamente los trabajos de atrincheramiento. El día 17 llegaron a Astorga Junot, instalándose en Castrillo de los Polvazares, y el general Foucher, jefe de artillería, con las piezas destinadas al sitio. Los trabajos de asedio continuaron y la noche del día 19 todas las baterías quedaron artilladas. Al amanecer del día siguiente la artillería francesa abrió fuego, que continuó durante toda la jornada y avanzó en su intención de abrir una brecha en la muralla; ante esto, Santocildes ordenó preparar en ese punto un obstáculo en forma de U para dificultar el acceso a los asaltantes. Asimismo ese día los franceses atacaron a las tropas de Mahy en Foncebadón y el Manzanal, provocando su retirada a Orense y evitando así que la ciudad recibiera ayuda.
El día 21 continuó el fuego francés y a media jornada la brecha era de 25 metros y tanto la sacristía de la Catedral como algunas casas del recinto amurallado y del arrabal de Rectivía estaban incendiadas. La guarnición contestó al bombardeo desde el principio, causando algunas bajas a los franceses. La falta de víveres se agudizaba y para intentar paliarlo se destinó a la molienda a los 12 animales de carga que aún quedaban en la ciudad. Una vez abierta la brecha, Junot envió a Santocildes un mensaje pidiendo la rendición de la plaza, bajo amenaza de pasar a cuchillo a todos sin distinción de sexo ni edad, pero la respuesta de la guarnición fue negativa.

### Asalto y capitulación

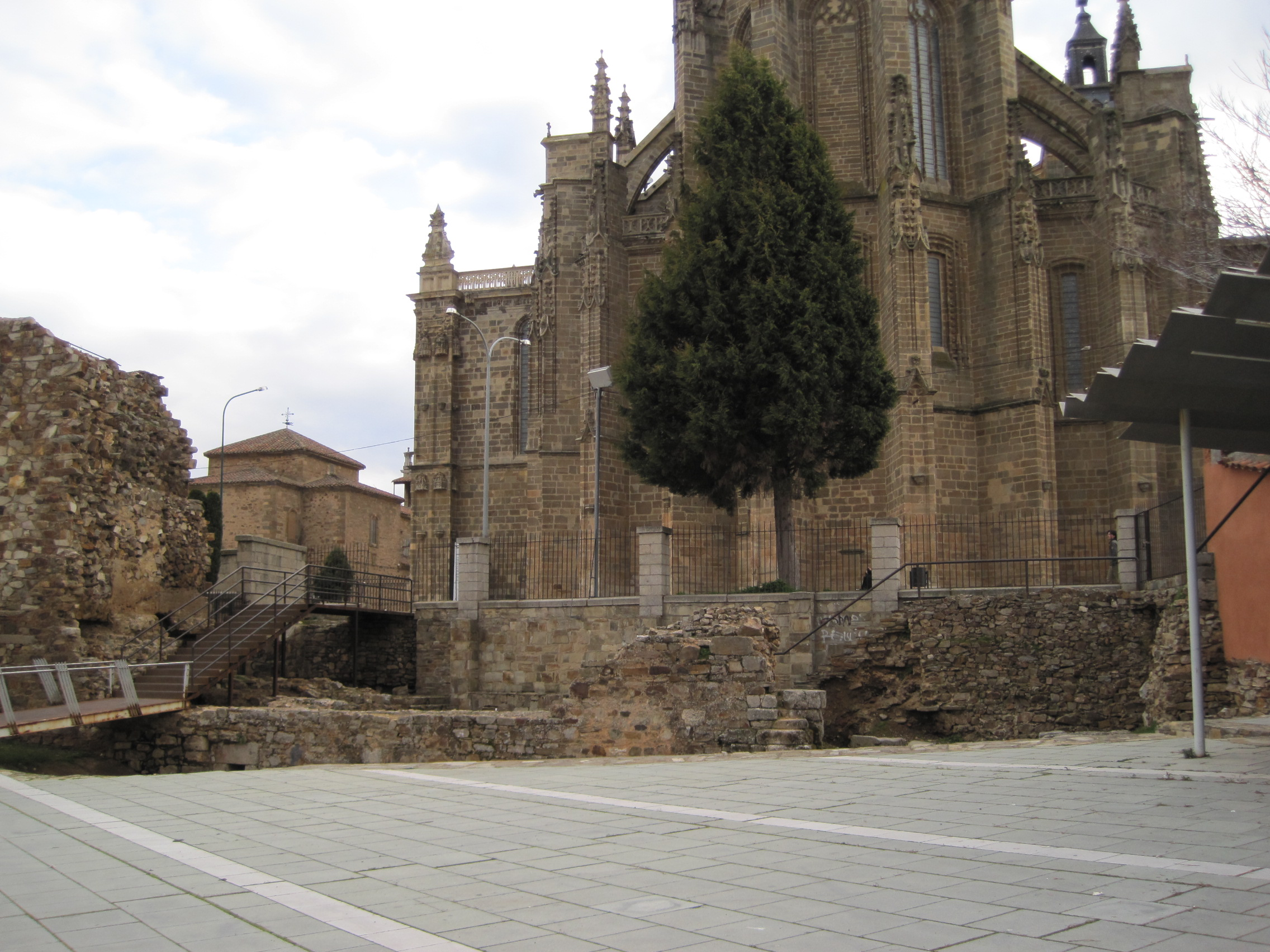
Zona de la muralla donde abrieron brecha las tropas francesas

A las dos y media de la tarde de ese día 21 dos columnas francesas de 1000 hombres cada una atacaron el arrabal de Rectivía, encontrando una dura resistencia por parte de sus defensores, y por la tarde Junot ordenó asaltar la brecha con 700 hombres del batallón irlandés; en el interior del recinto la guarnición se defendió desde el obstáculo levantado días atrás y provocó 300 bajas a los asaltantes, lo que hizo que en un primer momento ninguno lograse entrar en la ciudad. Sin embargo, un granadero llamado Lanjuinais se parapetó con su mochila y el resto recibió la orden de hacer lo mismo, lo que permitió a los franceses formar un parapeto en la brecha. los combates duraron hasta que anocheció, cuando cesó el fuego de los asaltantes.

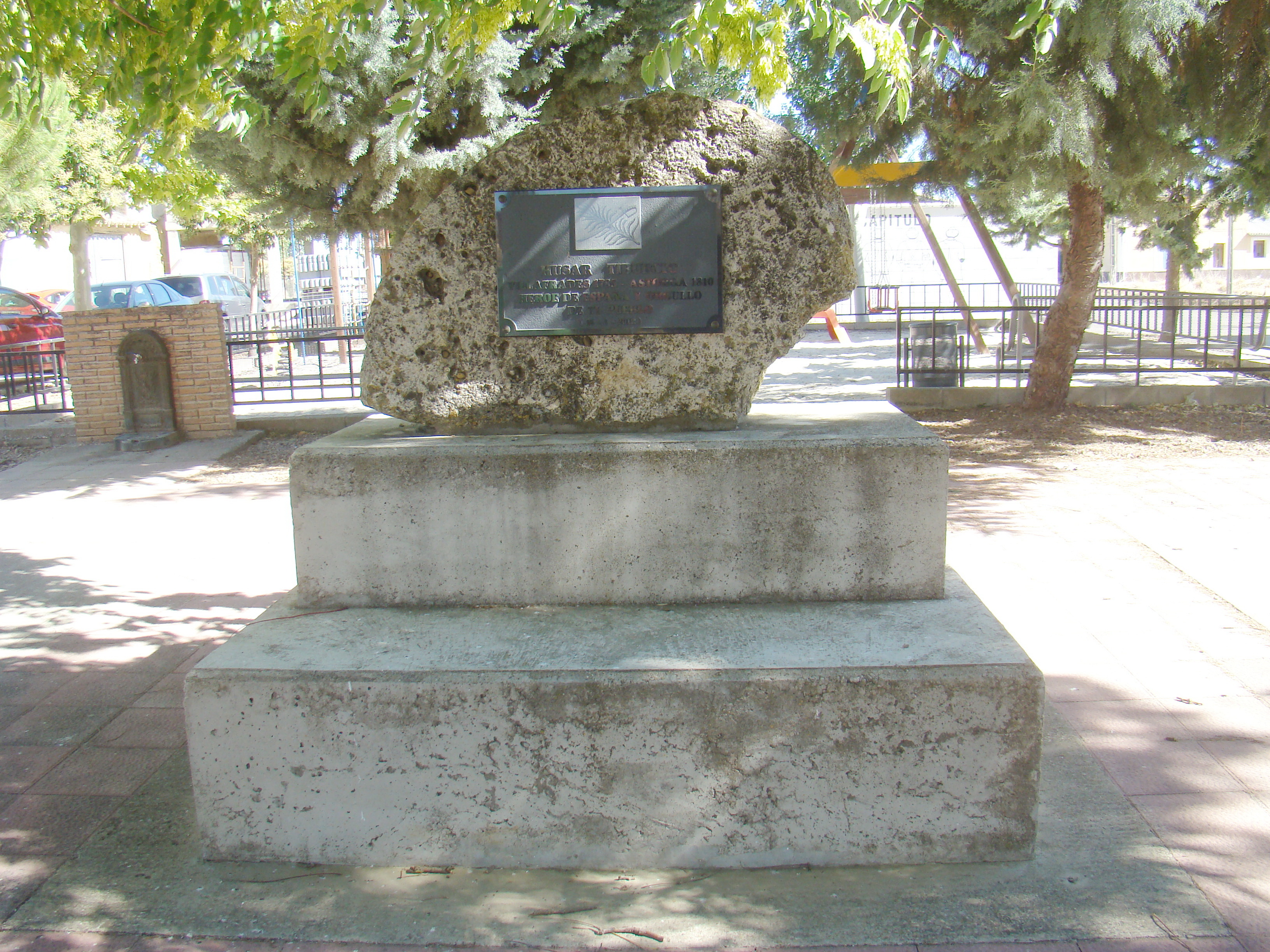
Monumento al húsar Tiburcio en Villafrades de Campos

A pesar de resistir el primer ataque, la guarnición era consciente de que a la defensa de la ciudad le quedaban tan solo unas horas; de madrugada Santocildes se reunió con el resto de jefes y les expuso la precaria situación en la que se encontraban y la falta de municiones. Ante la imposibilidad de una salida general de toda la guarnición y de resistir un segundo asalto, los reunidos acordaron que si no les daba una capitulación honrosa perecerían todos: se debía proteger a los astorganos y salvar su honor. Tal decisión se expuso a la Corporación, que comprendió la necesidad de capitular, excepto uno de sus miembros, el antiguo corregidor Pedro Costilla, que gritó ¡Muramos todos como numantinos!.

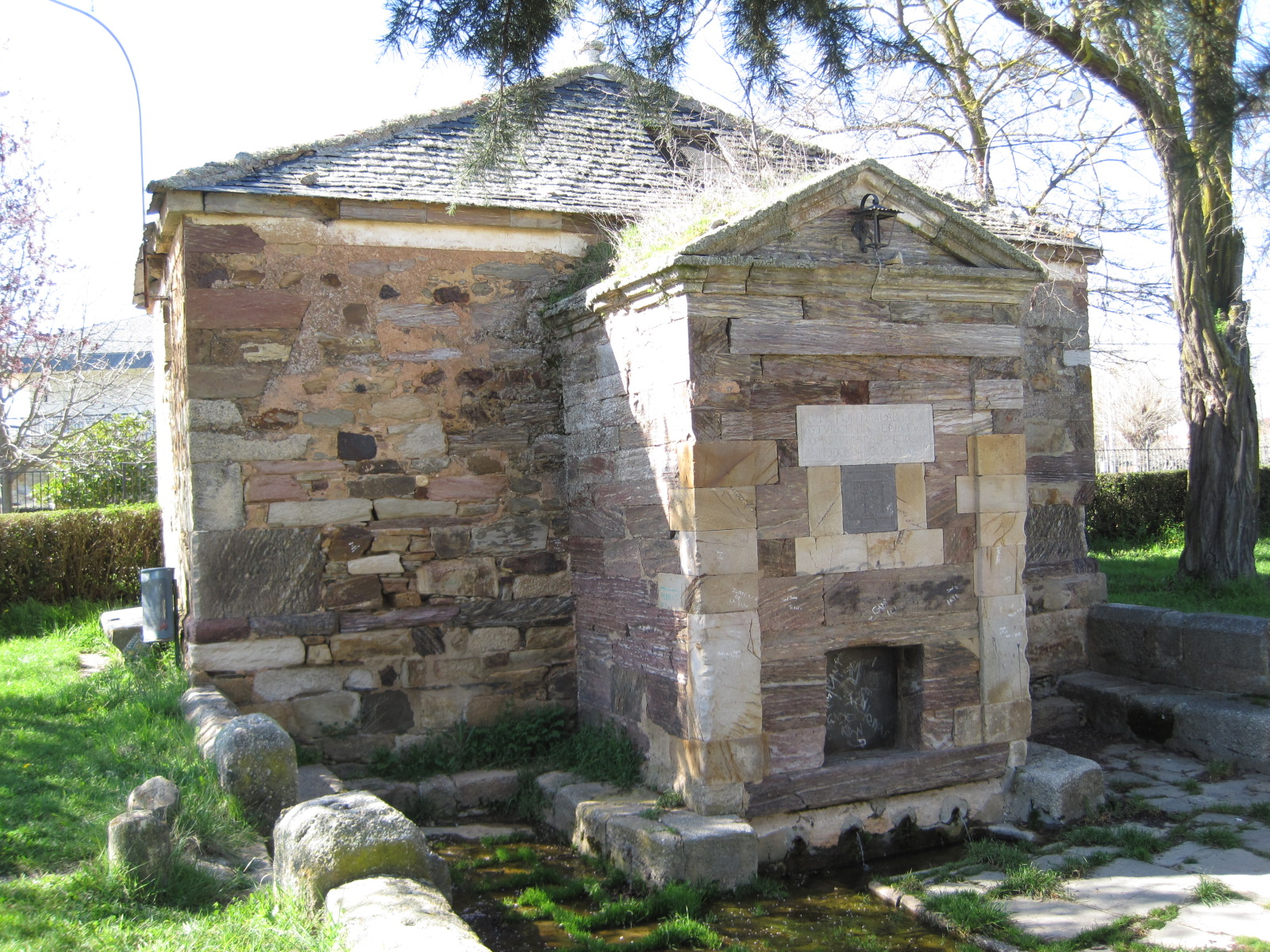
Una vez rendida la plaza, la guarnición entregó sus armas junto a Fuente Encalada

En la mañana del día 22 el segundo de la plaza, Pedro Guerrero, salió de Rectivía con una bandera blanca, fue conducido ante Junot y a las dos horas regresó con el texto de la capitulación. Poco después Santocildes se presentó al general francés, a quien pidió por la población y que no entrasen franceses hasta que no hubiera salido la guarnición española. Junot aseguró que respetaría a los paisanos y aceptó lo respectivo a la entrada en la ciudad. A las once los franceses tomaron posesión de los almacenes y a las dos de la tarde salió por Puerta Obispo, en columna, la guarnición española, dirigiéndose hacia Fuente Encalada, donde entregaron las armas. En esos momentos adquirió protagonismo un húsar español, Tiburcio Álvarez, al intentar matar a un francés, al grito de ¡Yo no capitulo!, después de conocer la rendición de la plaza; fue llevado ante Junot, juzgado y fusilado en Rectivía, donde también recibió sepultura.
Los españoles fueron conducidos a La Bañeza, camino de Valladolid y de Francia, y a las tres de la tarde los franceses entraron en la ciudad. Al mismo tiempo se acercaban tres columnas españolas desde el camino de Puebla de Sanabria, desde Foncebadón y desde el Manzanal, pero, además de llegar tarde, las tres fueron derrotadas. En las operaciones del sitio participaron en total más de 23 000 franceses, de los cuales 12000 estuvieron simultáneamente en Astorga. En cuanto a las bajas en el combate, las cifras son distintas; según el francés Belmas, los españoles sufrieron 51 muertos y 102 heridos, por 160 muertos y 400 heridos de los franceses, mientras que para Santocildes la guarnición española sufrió 49 muertos y 90 heridos y las bajas francesas fueron 5000 hombres fuera de combate.
| Regimientos                | Sargentos | Tambores | Cabos y soldados | Total de efectivos | Muertos           | Heridos y contusos |
| -------------------------- | --------- | -------- | ---------------- | ------------------ | ----------------- | ------------------ |
| Lugo                       | 67        | 11       | 628              | 687                | 4                 | 19                 |
| Santiago                   | 28        | 14       | 900              | 942                | 10                | 23                 |
| Voluntarios de León        | 47        | 11       | 572              | 630                | 16                | 37                 |
| Cazadores de León          | 15        | 12       | 263              | 290                | 16                | 10                 |
| Tiradores del Bierzo       | 6         | 2        | 146              | 154                | 3                 | 4                  |
| Caballería Húsares de León | 1         | 0        | 12               | 13                 | 0                 | 2                  |
| Artillería                 | 2         | 1        | 40               | 43                 | 2                 | 5                  |
| Total general              | 147       | 51       | 2561             | 2759               | 49 (+2 oficiales) | 90 (+10 oficiales) |

## Ocupación francesa
Tras la toma de la ciudad, Junot dejó como guarnición los restos de los batallones que participaron en el asalto, unos 1500 hombres, bajo el mando del general Lanberdière; anunció su propósito de castigar a la población, especialmente a los eclesiásticos, y exigió a la Corporación el pago de un millón de reales o de lo contrario la ciudad sería saqueada. Tal pagó se hizo mediante alhajas de las familias más ricas pero aun así se produjeron saqueos. Otras medidas adoptadas por los franceses fueron la implantación del toque de queda, la prohibición de reuniones, la sustitución del obispo por el auxiliar de Madrid y el nombramiento de nuevas autoridades locales. El resto de tropas fue enviado, a mediados de mayo, hacia Zamora y Salamanca para unirse al ejército de Portugal, que había comenzado el asedio de Ciudad Rodrigo.
Tras la marcha del ejército de Junot, las tropas del general Mahy comenzaron a desarrollar una serie de acciones: tomaron Puebla de Sanabria y Alcañices y consiguieron bloquear los accesos a Astorga durante breves periodos de tiempo; incluso el 7 de junio atacaron León y propiciaron la sublevación de la población, pero esta sufrió una fuerte represalia por parte de la guarnición francesa. Ante estos hechos, Junot regresó a León con su cuerpo de ejército y consiguió rechazar a Mahy y recuperar tanto Puebla de Sanabria como Alcañices. En septiembre el general Taboada sustituyó en el mando a Mahy, haciéndose cargo de las tropas asentadas en El Bierzo, y durante los siguientes meses llevó a cabo distintas acciones contra tropas francesas, varias de ellas en el entorno de Astorga.

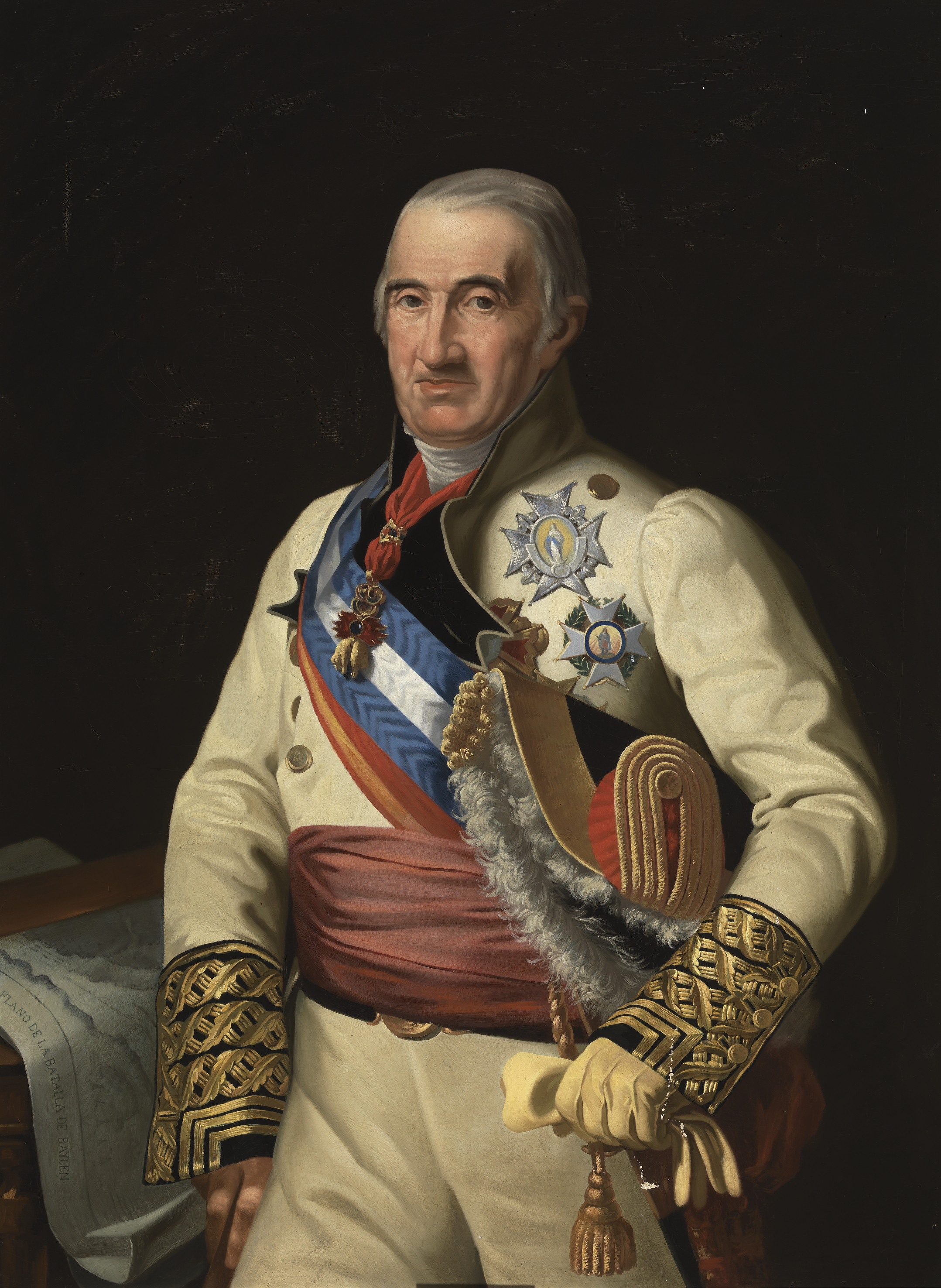
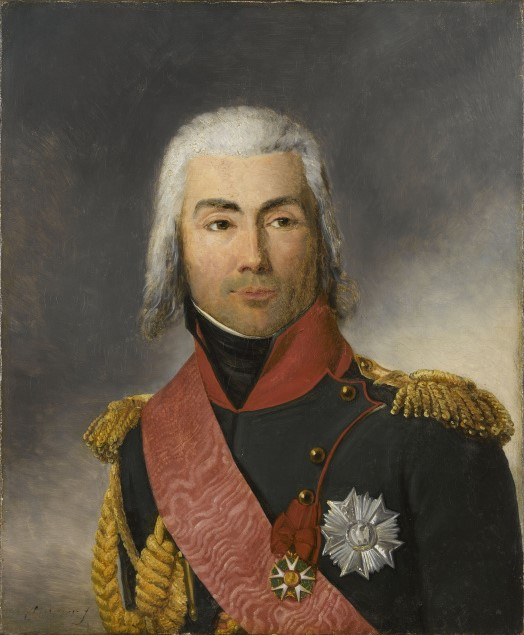

A principios de 1811, Castaños y Bessières asumieron el mando de los ejércitos del norte

Entre diciembre de 1810 y enero de 1811 se reorganizaron las fuerzas españolas y napoleónicas; en las primeras se crearon seis nuevos ejércitos, entre ellos el 6.º, con jurisdicción sobre el noroeste peninsular y bajo el mando del general Castaños, y entre los franceses se creó el Ejército del Norte, que asumiría todo el territorio comprendido entre Navarra y Salamanca, bajo el mando del mariscal Bessières. Entre enero y marzo las tropas españolas desarrollaron diversas operaciones en torno a Astorga, en general con un resultado positivo, pero menos de lo esperado a pesar de su superioridad numérica en la zona:

La escasez de subsistencias de boca, caudales, calzado y vestuario en lo más riguroso de la estación y fatiga impidió algunos progresos más, como también el tener el enemigo en todas las plazas y lugares fortificaciones y edificios donde no podía ofendérseles sin artillería gruesa, ni tampoco permitía avanzar las tropas a la llanura por la poca caballería que hay.

A principios de 1811 regresó el coronel Santocildes; hecho prisionero tras la caída de Astorga en 1810, estuvo confinado en Mâcon (Francia) hasta que consiguió escapar el 22 de octubre. Una vez en la costa, viajó en un buque hasta Cádiz, donde pidió volver al servicio y se trasladó a Galicia. En marzo fue nombrado jefe interino del 6.º ejército, que contaba en ese momento con 21000 hombres —de los cuales 4000 en Puebla de Sanabria y 7000 en El Bierzo —, y además de conseguir recursos económicos trasladó su cuartel general de La Coruña a Villafranca del Bierzo y Ponferrada, ya en el mes de junio. A principios de este, Santocildes hizo avanzar al 6.º ejército hacia varios puntos del entorno de León con el objetivo último de provocar la expulsión de los franceses de Asturias; después de pequeños éxitos de las tropas españolas, el Principado fue evacuado los días 14 y 15 de junio.

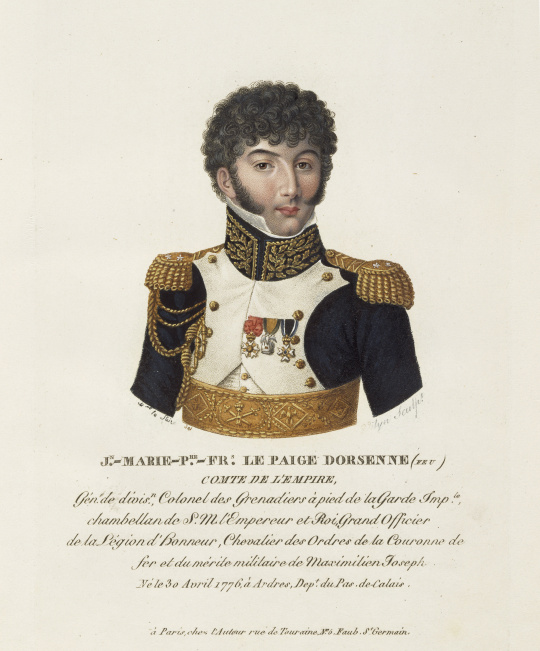
A mediados de 1811, Dorsenne sustituyó a Bessières en el norte

 En Astorga, la guarnición francesa llevó a cabo varias voladuras en la muralla con el propósito de reducir su eficacia como fortificación para sus nuevos ocupantes españoles; evacuaron la ciudad el día 19 y dos días después volvió a entrar en ella Santocildes.
Después de la victoria española el día 23 en la batalla de Cogorderos, las tropas del 6.º ejército avanzaron hacia la línea del río Órbigo, de donde desalojaron a los franceses a principios de julio. Estos se mantuvieron en la línea del río Esla, entre Mansilla de las Mulas y Benavente, y entre ambos hubo continuos avances y repliegues. Por entonces, los dos bandos cambiaron de general: en el caso francés, Dorsenne sustituyó a Bessières en el norte, y en el lado español el general Abadía se puso al frente del 6.º ejército.
Si bien Santocildes había pasado a la ofensiva, Abadía decidió primar la reorganización de las tropas en retaguardia, por lo que las fuerzas en combate quedaron debilitadas y con menos mandos. Las tropas francesas aprovecharon esta coyuntura y a finales de agosto obligaron al 6.º ejército a replegarse hacia el Bierzo y Valdeorras; la guarnición de Astorga abandonó la ciudad, que fue ocupada nuevamente por los franceses el día 26. A pesar de tales éxitos, el grueso de las tropas napoleónicas se retiró hacia el sur para ayudar a Ciudad Rodrigo, que se hallaba sitiada por los ingleses. Sin embargo, la inacción de Abadía, junto con la hambruna y la falta de medios, provocó que el 6 de noviembre los franceses ocupasen de nuevo Asturias.

## Sitio de 1812

### Asedio
A finales de enero de 1812, y ante el movimiento de tropas francesas hacia Ciudad Rodrigo, que se hallaba sitiada por Wellington, Abadía concibió una ofensiva sobre León; sin embargo su despliegue no se produjo con la rapidez necesaria y Bonet tuvo tiempo de evacuar Asturias e instalarse en Astorga, cuya guarnición reforzó hasta los 1400 hombres. Tras una nueva reorganización de las tropas francesas, en abril Dorsenne fue sustituido por Caffarelli al frente del ejército del norte. A mediados de mayo, Bonet ocupó de nuevo Asturias, pero por órdenes de Marmont tuvo que evacuarla nuevamente y centrarse en Astorga. En junio Santocildes recibió el mando del 6.º ejército, sustituyendo a Abadía, y el día 15 sus tropas comenzaron el cerco a la ciudad.
Cuando se inició el cerco, la guarnición francesa la componían unos 1000 hombres, comandados por el general Rémond. Desde enero distintos gobernadores habían fortificado la ciudad a través de obras exteriores; se había derribado el arrabal de Rectivía y los edificios contiguos a la muralla y se habían construido baluartes frente a las puertas del Obispo, del Rey y de Hierro. Mientras llegaban los cañones desde La Coruña, las tropas españolas se limitaron a mantener el cerco y solo el día 29 comenzaron los trabajos de asedio. El 3 de julio instalaron los primeros cañones; Santocildes trató de obtener la rendición de la plaza y, ante la negativa, comenzó a bombardear los reductos exteriores franceses. En previsión de que estos recibieran refuerzos, Castaños ordenó que la vanguardia del 7.º ejército se reuniera con el 6.º en Astorga, contando en total unos 20 000 hombres y 2000 caballos.
El 5 de julio los sitiadores finalizaron los primeros trabajos y empezaron la trinchera que les acercaría a la muralla. Ante la lentitud de los trabajos y la falta de medios, Santocildes decidió enviar parte del contingente a Zamora, ocupada por los franceses. El día 11 se construyeron dos baterías, Patria y Constitución, para hacer frente a los baluartes franceses de Puerta del Obispo y Puerta del Rey. Mientras entre los sitiadores había escasez de munición, entre la guarnición de la ciudad, de acuerdo con los informadores, lo que faltaban eran víveres. El general Rémond se impacientaba y escribía así a Marmont:

Astorga está bloqueada desde el 12 de junio; ha empezado el sitio y la trinchera está abierta desde el 28 de junio. Es importante que lleguen socorros de aquí al 20 del corriente; no tengo noticias del ejército desde el bloqueo de la Plaza.

El día 13 Santocildes dispuso la marcha de otro contingente hacia el sur, lo que permitía disponer de más raciones para las tropas presentes en el sitio. Ante la distintas propuestas de abrir brecha por parte de los ingenieros, la reunión de mandos aceptó la de Santa Clara, con otras acciones adicionales. Esa noche Rémond ordenó una salida por la Puerta del Rey que fue rechazada por los sitiadores. Al día siguiente, un grupo de tiradores franceses se apostaron en un teso junto al ángulo del castillo y el día 15 se dedicaron a estorbar los trabajos de asedio, pero a la noche fueron desalojados por un batallón español. El día 16 hubo intercambio de fuego de cañón pero ambos tuvieron que dejar de disparar pues sus respectivas baterías habían quedado dañadas.
El día 17 quedó finalizada la batería del Rey, la trinchera y un parapeto en el teso del ángulo del castillo. Dos días después, casi 40 desde el inicio del cerco, el 6.º ejército seguía inmovilizado ante Astorga debido a la lentitud de las operaciones y la falta de munición. La noche del 21 se emplazaron cinco cañones en la batería del Rey, mientras que el resto se repartía entre las baterías Bailén y Constitución. Ese mismo día 21, Santocildes trasladó la mayor parte del 6.º ejército hacia Benavente y dejó al general Losada el mando del asedio. Los días finales del mes se intensificó el fuego por ambas partes, aunque seguía siendo imposible acelerar el sitio sin una brecha abierta. A principios de agosto, mientras continuaban los trabajos de trinchera y mina, aumentaron las bajas entre los sitiadores al mismo tiempo que los sitiados sufrían las bajas por deserción.

### Capitulación
El 22 de julio las tropas francesas sufrieron una derrota en la batalla de Arapiles. El general Losada escribió cinco días después a los defensores de Astorga para informarles de tales hechos y pedir la capitulación de la plaza. Rémond rechazó su proposición; sin embargo, el 13 de agosto recibió la confirmación de los hechos de Arapiles y el día 16 sondeaba las condiciones de la rendición de la plaza, pero la negociación se estancó en lo referente a su salida como prisioneros. Al día siguiente llegó al sitio el general Castaños, que negoció nuevamente las condiciones de capitulación, siendo esta vez aceptada por la guarnición francesa el día 18. Al día siguiente por la mañana Rémond salió de Astorga, en dirección a Galicia, junto con los 730 soldados que quedaban. El botín capturado a los franceses incluía 17 piezas de artillería y abundante munición, mientras que el coste humano para los sitiadores fue de 72 muertos, 219 heridos y 31 prisioneros, muchos de los cuales eran guerrilleros de la 2.ª Legión de Castilla.

## Fin de las operaciones
Tras la derrota en Arapiles, Clauzel reorganizó los restos del Ejército de Portugal, unos 25 000 hombres y el general Foy, a sus órdenes, inició una incursión con el objetivo de liberar las guarniciones francesas de Astorga, Benavente, Zamora, Toro y Tordesillas; recorrió el valle del Duero, alcanzó Toro y se dirigió hacia el norte contra Astorga. Mientras tanto, una vez recuperada la ciudad, los españoles habían destruido las fortificaciones construidas por los franceses, retiraron todo aquello que pudiera ser útil y abandonaron la plaza, dejando en ella únicamente a los franceses heridos. La misma noche del 19 de agosto un destacamento de Foy llegó a Astorga, recuperó a los enfermos y se retiró de la plaza. A continuación el general francés arrasó las fortificaciones de Zamora y regresó a Valladolid, donde se reunió con Clauzel el 4 de septiembre.
En los meses siguientes el ejército francés lanzó una contraofensiva que cortó las comunicaciones entre el norte y el sur y dificultó las operaciones a las tropas españolas. En el caso de Astorga, la destrucción de sus defensas impedía a los franceses saquear la comarca y refugiarse tras su muralla, pero durante los primeros meses de 1813 estuvo hasta en tres ocasiones ocupada por las tropas francesas con el objetivo de obtener recursos. La primera el 17 de enero, la segunda en fecha incierta a lo largo del mes de febrero y la tercera a principios de mayo. En esos momentos las tropas francesas en España eran de unos 70 000 hombres, encuadrados en cuatro ejércitos, mientras que las fuerzas de Wellington eran unos 65 000 y las españolas unos 60 000, encuadrados en cuatro ejércitos; tres de ellos luchaban en Levante y el 4.º Ejército (antiguo 6.º Ejército) se recuperaba en Galicia. Wellington y Castaños decidieron lanzarse a la ofensiva. El rey José I Bonaparte, que estaba en Valladolid, retrocedió hacia Vitoria pero el 21 de junio fue derrotado. Esto provocó el alejamiento definitivo de los franceses del oeste peninsular, por lo que Astorga no volvió a ser objetivo de ningún ejército ni se produjeron operaciones militares durante el periodo en el que continuó la guerra.

## Consecuencias

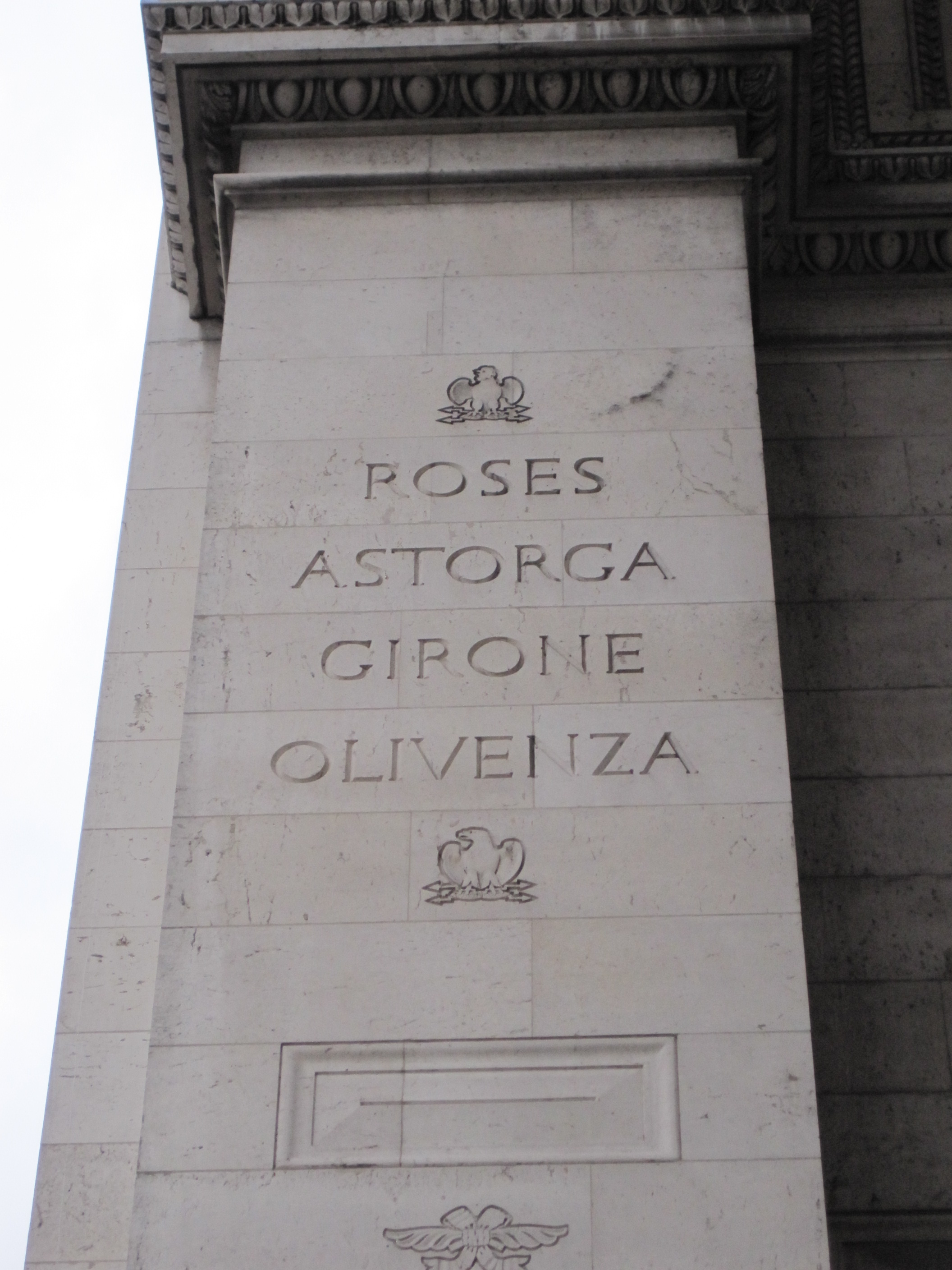
El nombre de Astorga mencionado en el Arco de Triunfo de París junto a otras batallas de las Guerras Napoleónicas

Para los franceses, la conquista de Astorga de 1810 resultó ser una victoria costosa en un lugar que, a priori, pensaban que no se resistiría, y que sin embargo ofreció una dura resistencia y logró inmovilizar un cuerpo de ejército. El triunfo se añadió a los éxitos del Imperio y llegó en un momento muy oportuno pues acababa de celebrarse la boda de Napoleón con María Luisa. A nivel práctico, la caída de Astorga dejó libre al 8.º cuerpo del ejército francés y así, cuando a principios de mayo el mariscal Massena se hizo cargo del ejército de Portugal, contaba con los tres cuerpos de ejército disponibles.
Para los ingleses, la rendición de la ciudad significó una nueva amenaza para su ejército en Portugal. El general Wellington decidió no liberar Ciudad Rodrigo; los franceses tomaron la ciudad tras un sitio de 40 días y poco después cayó la plaza fuerte de Almeida. Los españoles se sintieron traicionados por los ingleses y la alianza se debilitó. Sin embargo, los hechos de Astorga retuvieron varios meses al cuerpo de Junot y la tercera invasión de Portugal, que pudo haber comenzado en la primavera de 1810, se demoró hasta otoño. Desde que Napoleón volvía a tener su ejército disponible hasta que atacó nuevamente Portugal pasó más de un año, por lo que Wellington pudo preparar la defensa en Torres Vedras y la invasión resultó un fracaso.
Durante el periodo de ocupación francesa, Astorga se convirtió en la base de operaciones de las tropas que operaban contra Asturias y Galicia; la frontera entre la España libre y la ocupada pasó de ser el río Órbigo a situarse en El Bierzo, lo que obligó a reforzar la defensa de Galicia.

## Conmemoraciones

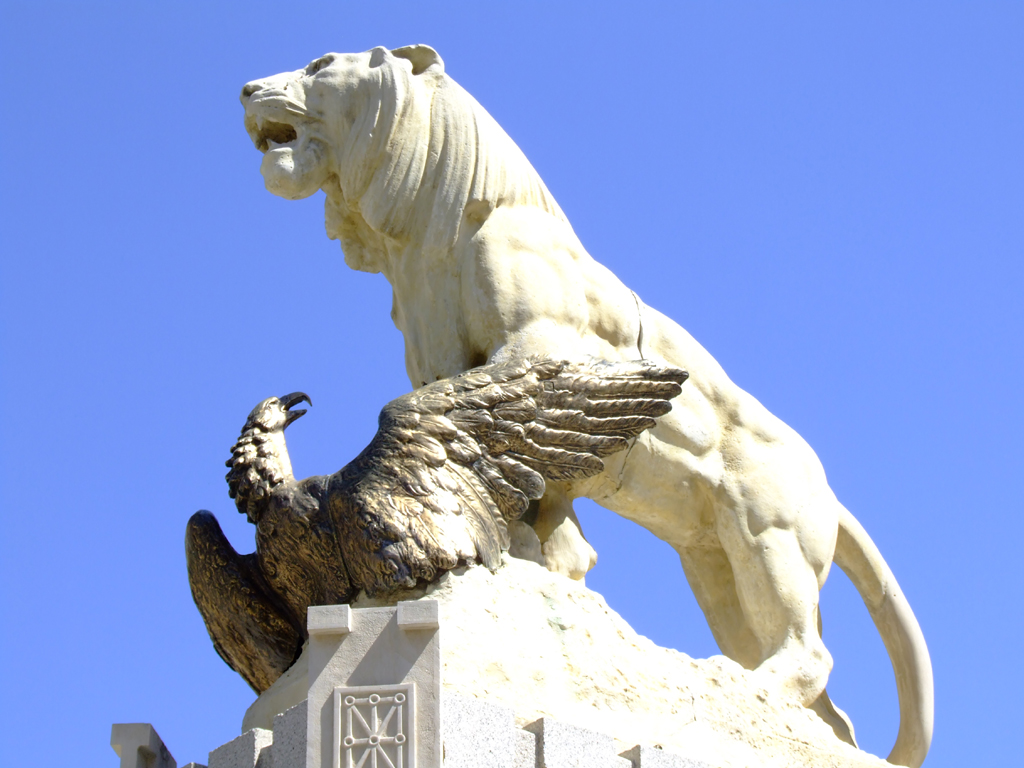
Detalle del Monumento de los Sitios

En 1910 se cumplió el primer centenario del sitio de 1810 y la ciudad lo celebró con diversos actos que tuvieron lugar durante las fiestas patronales de Santa Marta, entre el 27 de agosto y el 20 de septiembre. Así, el 29 de agosto se inauguró el monumento conmemorativo, obra de Enrique Marín, y se interpretó el himno del centenario; el día 31 del mismo mes llegaron, procedentes de Barcelona, los restos mortales de José María de Santocildes, a los que se recibió con honores de Capitán General, y, finalmente, el 1 de septiembre, se celebró una misa funeral en la catedral en su honor y se procedió a su enterramiento en la misma.
- Archivo:ArchivoTexto1 del Monumento de los Sitios.jpg

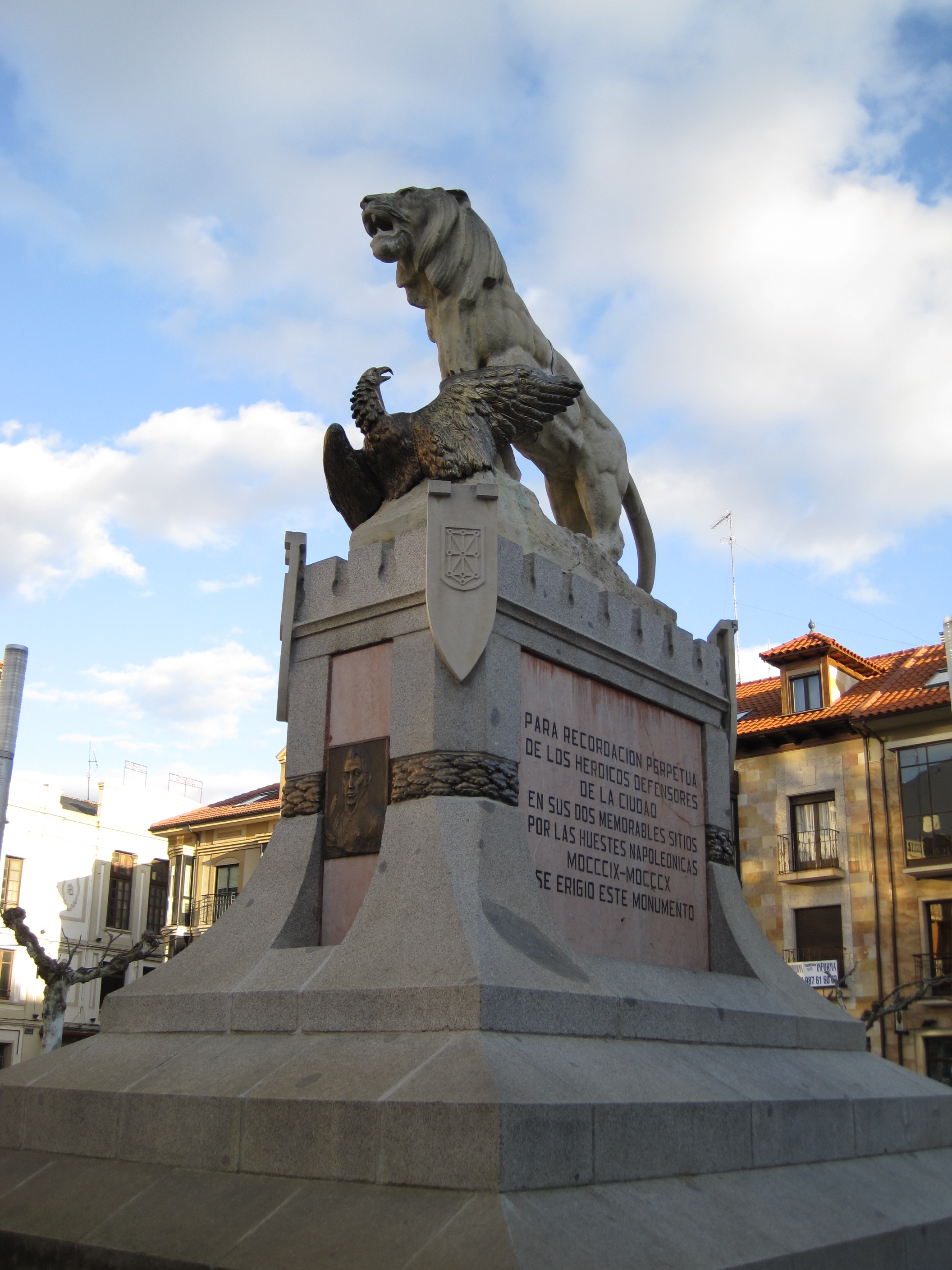
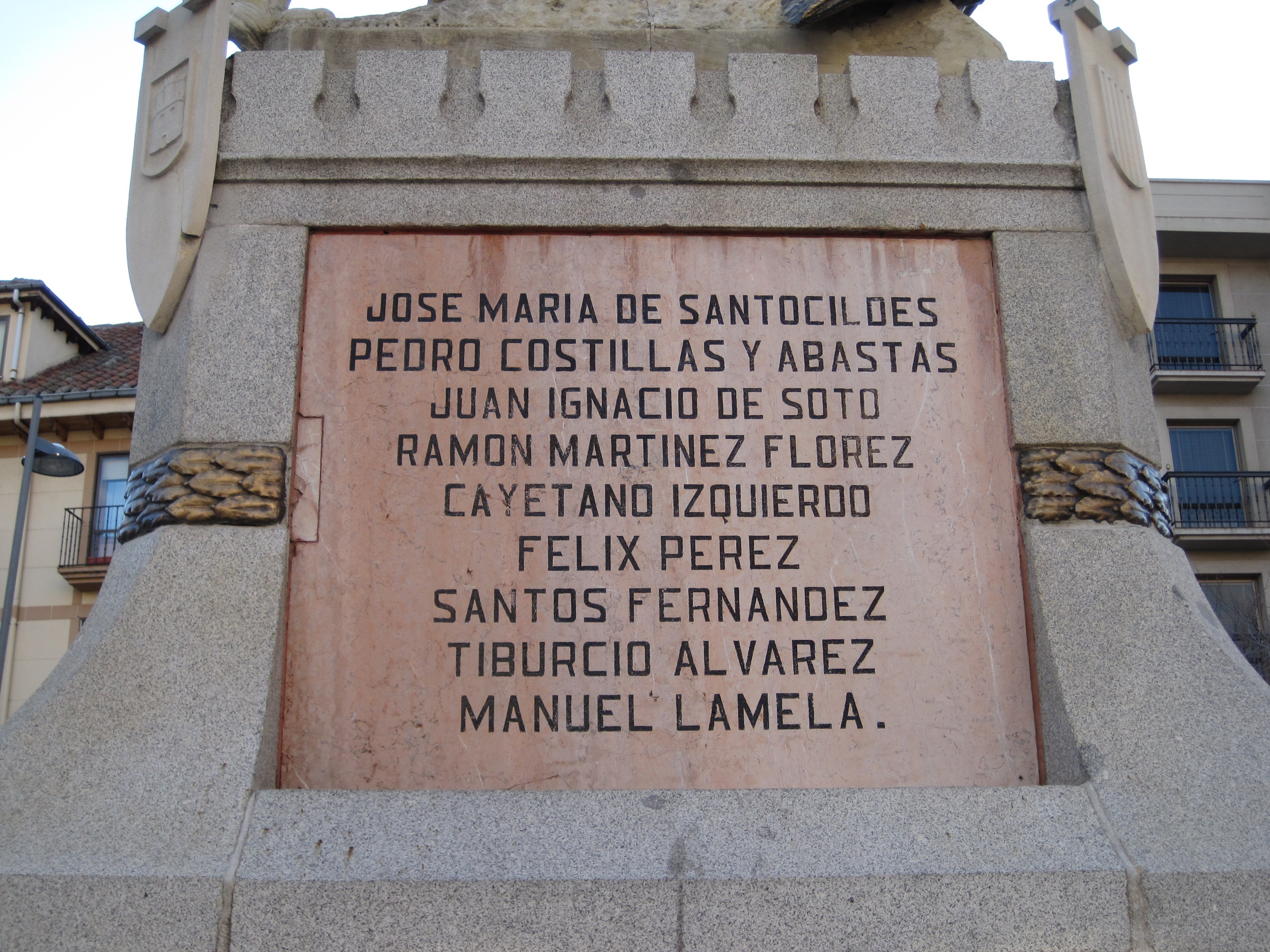

A principios del siglo XXI se empezaron a celebrar unas Jornadas Napoleónicas con el objetivo de recrear y dar a conocer los hechos acaecidos dos siglos antes y como preludio al segundo centenario de los sitios. Así, las primeras jornadas tuvieron lugar en 2004 en Castrillo de los Polvazares, con recreación de campamento, vida de la guarnición y combate por las calles de la localidad. Las segundas jornadas se celebraron en 2006 con desfile de tropas y recreación del ataque francés en Astorga y combates en Castrillo de los Polvazares. Las terceras jornadas tuvieron lugar en 2008 con recreación de campamento, combates y homenaje a los caídos en Astorga y combates en Castrillo de los Polvazares. Las cuartas jornadas, en 2010, no contaron con recreaciones históricas debido a la crisis económica y los actos fueron únicamente institucionales y de homenaje. Finalmente, en 2012, se celebró el segundo centenario del sitio de 1812 con unas nuevas jornadas en las que hubo recreación de campamento, desfile, combates y homenaje a los caídos.

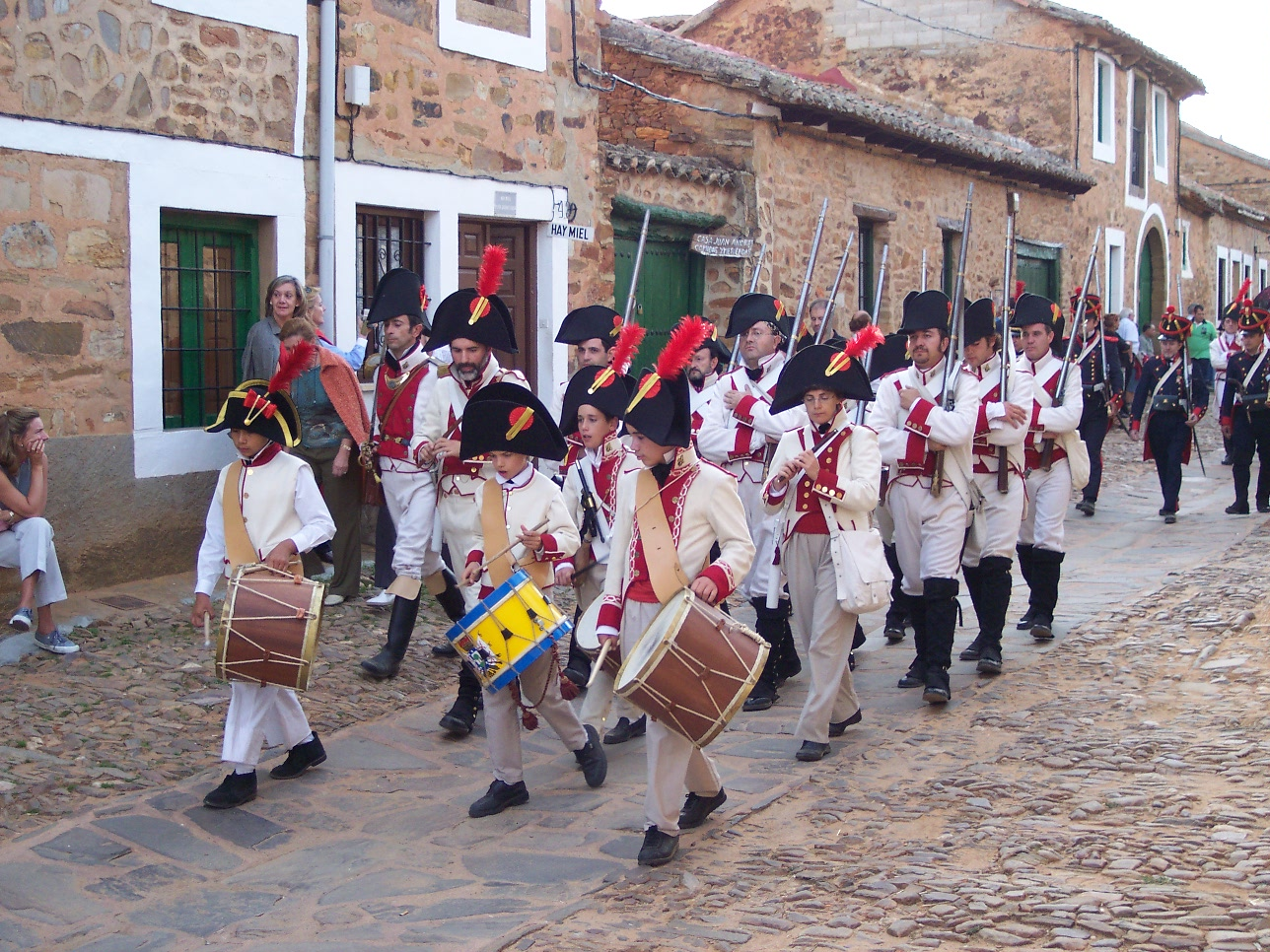
Jornadas de 2004
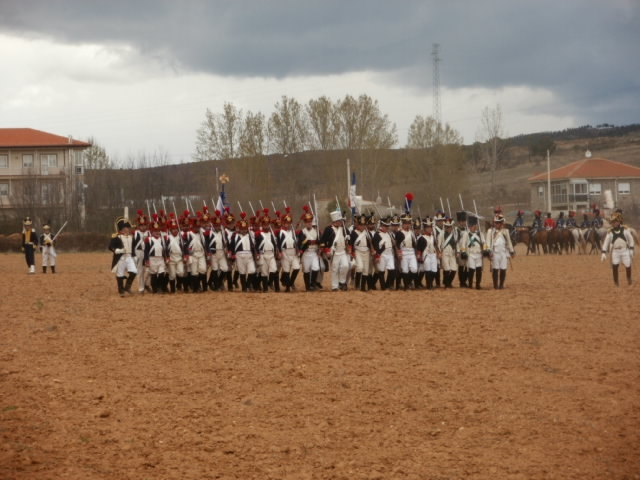
Jornadas de 2012
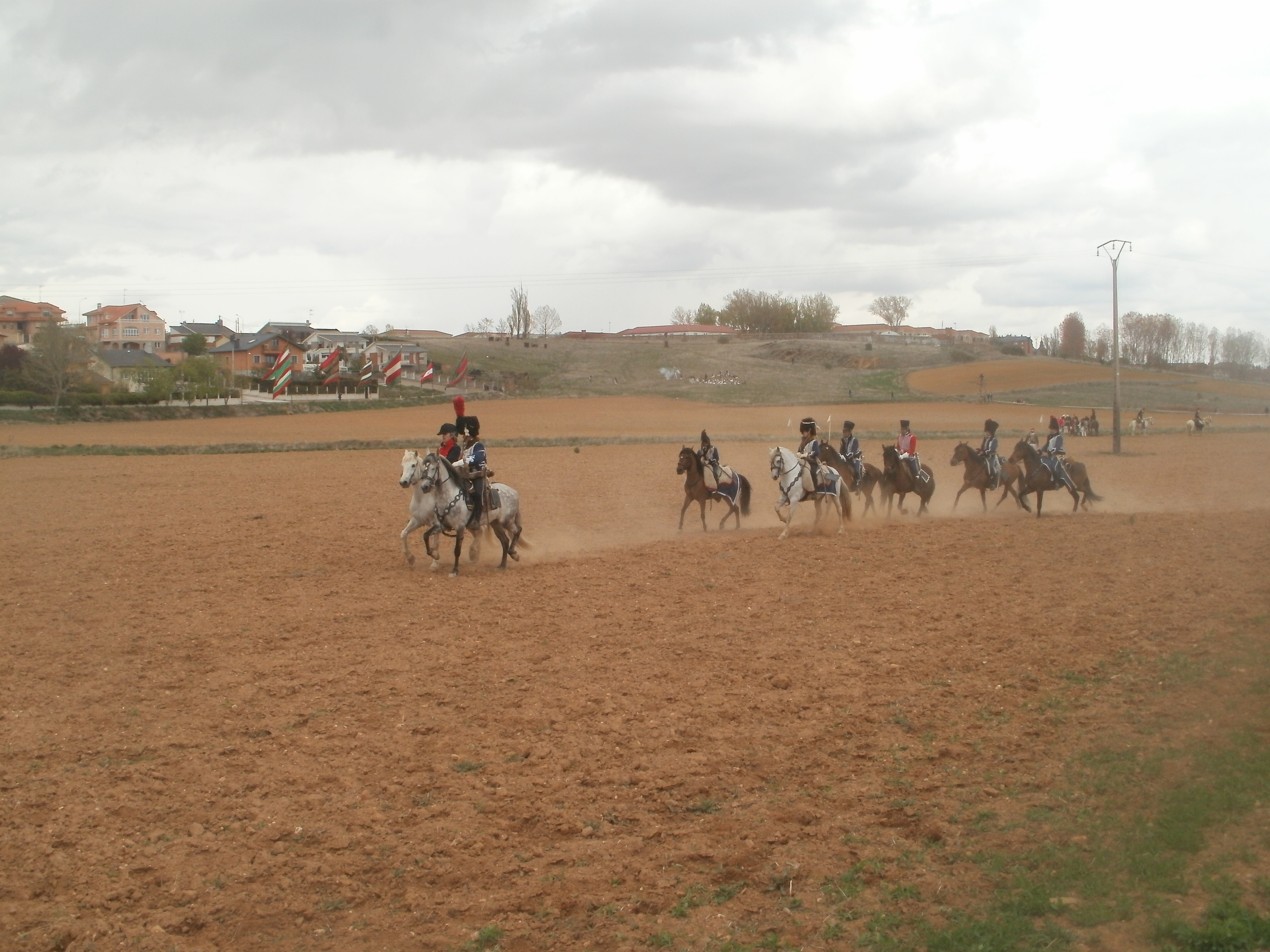
Jornadas de 2012